# Údolí samoty
Údolí samoty se nachází v okrese Česká Lípa mezi obcí Radvanec a městem Cvikovem. Geomorfologicky patří do Cvikovské pahorkatiny, je zalesněné a lemuje jej řada pískovcových skal. Údolím protéká Dobranovský potok a prochází zeleně značená turistická trasa.

## Popis údolí
Samotné údolí (mělo název i Luciino) je dlouhé zhruba 2 km a začíná 1,5 km jižně od Cvikova. V údolí je upravený pramen s dřevěnou stříškou, který si zachoval své původní německé jméno Augenwasserquelle. Údajně byl léčivý, pomáhal proti očním chorobám. Okraje údolí jsou tvořeny skupinami pískovcových skal a věží. Pod skalami u cesty je do pískovce vytesaný reliéf postavy s označením Martersäule. Nad reliéfem jsou umístěny dva malované obrázky. Údolí končí u radvanecké hájovny poblíž výrazné skalní věže Panenská skála, kde se kolmo napojuje na Údolí vzdechů .

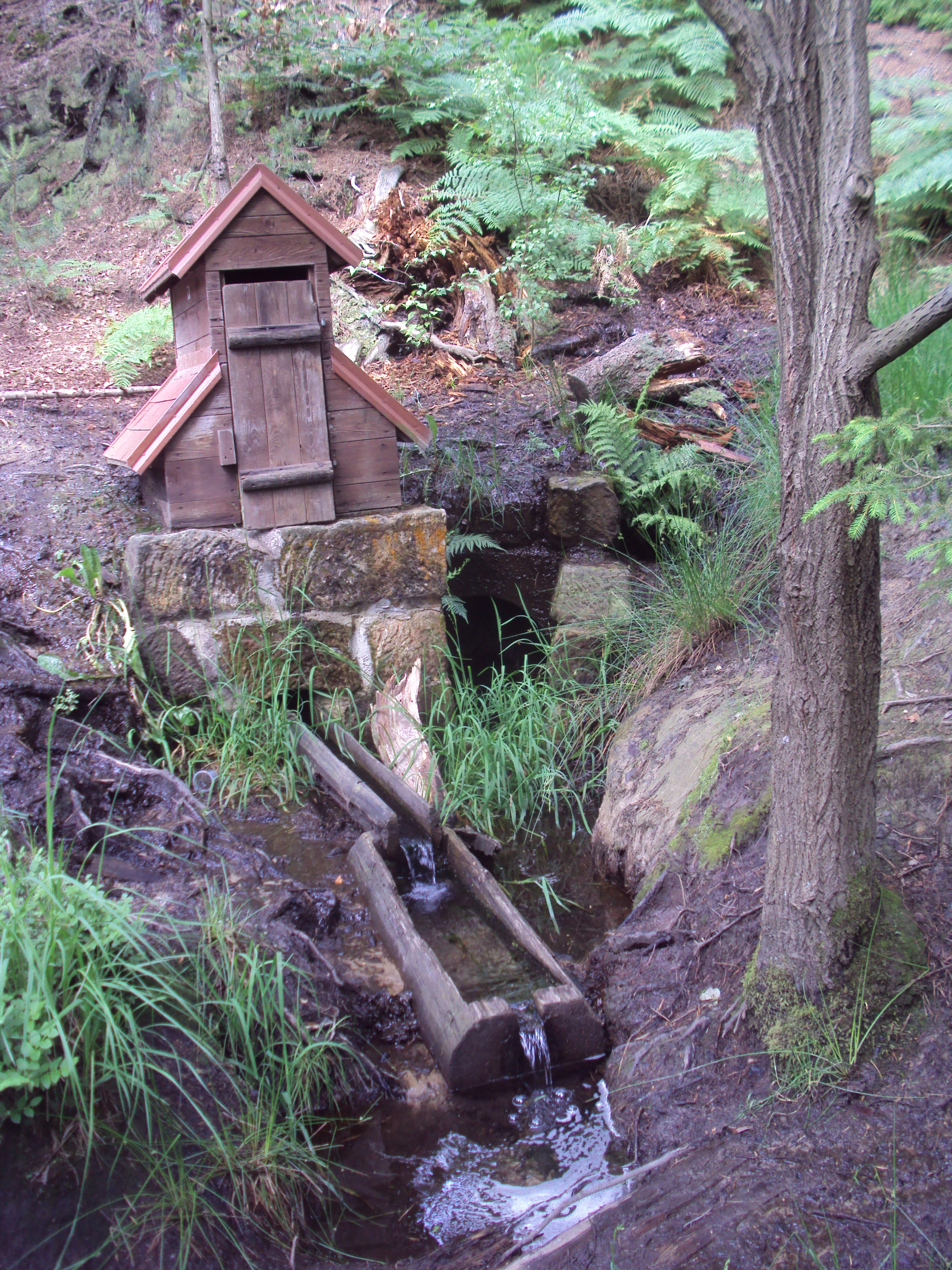
Studánka Augenwasserquelle

## Turistické trasy KČT
Ze severovýchodu protíná údolí zeleně značená turistická trasa pro pěší turisty z Cvikova do Nového Boru o délce 10 km. Zelená trasa se v jižní části údolí nad radvaneckou hájovnou na krátkém úseku v Údolí vzdechů spojuje s trasou modrou (ta vede z jihu z České Lípy do Cvikova), u rozcestníku Radvanec se rozpojují, zelená pokračuje k Havraním skalám a dál do Nového Boru. 
Některé skalní věže v okolí Údolí samoty jsou vyhledávány horolezci jako cvičný terén.

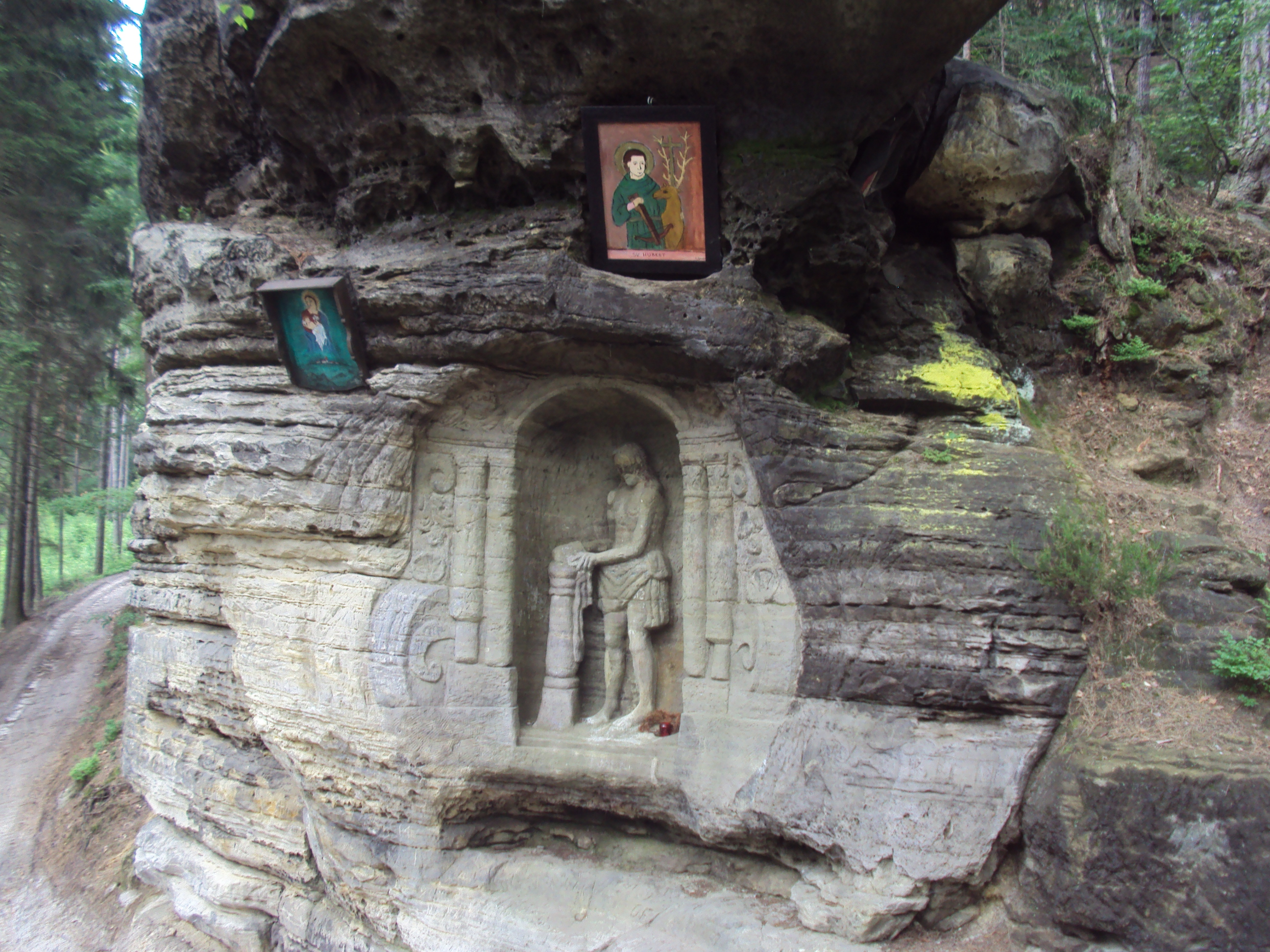
Relief ve skalách